# Projekt 690
Projekt 690 (v kódu NATO třída Bravo) byla třída cvičných ponorek sovětského námořnictva s konvenčním pohonem. Ponorky sloužily jako cvičné cíle pro výcvik protiponorkového boje. Všechny byly ze služby vyřazeny v letech 1992–1995.

## Stavba
Celkem byly v letech 1966–1970 postaveny čtyři jednotky této třídy, pojmenované SS-368, SS-256, SS-310 a SS-356.

## Konstrukce
Ponorka byla vybavena jedním 406mm a jedním 533mm torpédometem. Oba torpédomety se nacházely na přídi. Pohonný systém tvořil jeden diesel a jeden elektromotor. Nejvyšší rychlost dosahovala 15 uzlů.